# Langoorhaasrat
De langoorhaasrat (Leporillus conditor) is een knaagdier uit het geslacht Leporillus behorend tot de familie van muizen en ratten van de Oude Wereld. Deze soort komt voor in Australië, waar de langoorhaasrat wordt aangeduid als “greater stick-nest rat” of “wopilkara”.

## Beschrijving
De langoorhaasrat heeft het formaat van een klein konijn met een korte, brede kop. De zachte vacht is op de rug is grijsbruin, op de flanken roodbruin en aan de onderkant licht grijsbruingeel, met een geleidelijke overgang. De korte staart is van boven donkerbruin en van onder wit. De oren zijn breed, rond en donkergrijsbruin van kleur. De voeten zijn van boven grijsbruin aan de buitenkant, wit aan de binnenkant. De vacht is zacht en fijn. De kop-romplengte bedraagt 170 tot 260 mm, de staartlengte 145 tot 180 mm, de achtervoetlengte 42 tot 48 mm, de oorlengte 28 tot 32 mm en het gewicht 180 tot 450 gram. Vrouwtjes hebben 0+2=4 mammae.

## Leefwijze
De langoorhaasrat is voornamelijk 's nachts actief, hoewel het dier ook enige activiteit gedurende de dag vertoont. De vriendelijke natuur van de langoorhaasrat maakt het kwetsbaar voor roofdieren als de rode vos (Vulpes vulpes) en de verwilderde kat (Felis catus). Ook uilen, slangen en varanen maken jacht op langoorhaasratten. Het dier eet voornamelijk de bladeren, stengels, zaden en vruchten van vetplanten als de bluebush (geslacht Maireana) en de saltbush (geslacht Atriplex). De langoorhaasrat bouwt grote nesten van gevlochten twijgen en dode bladeren rond de stam van een struik, onder een overhangende rots of in een smalle grot. Deze nesten kunnen tot twee meter breed en één meter hoog zijn. In het midden zit een grasnest. Aan deze typische nesten heeft de langoorhaasrat ook zijn Engelse naam greater stick-nest rats aan te danken. Ook de minder gebruikte namen house-building rat en architect rat verwijzen naar de nesten. In de nesten leeft een paartje of een kleine kolonie van tien tot twintig langoorhaasratten. Per worp worden er bij de langoorhaasrat één tot vier jongen geboren. Hoewel de meeste worpen in maart en april voorkomen, paart het dier het hele jaar door met in totaal twee tot drie worpen per jaar. De draagtijd bedraagt 44 dagen en na twee maanden zijn de jongen zelfstandig.
Het aantal langoorhaasratten in een bepaald gebied is het hoogst gedurende de wintermaanden, gevolgd door een sterftegolf in de zomermaanden ten gevolge van hoge temperaturen. De zomersterfte is afhankelijk van de periode dat de dieren al in het gebied voorkomen en de lokale fauna. Hoe langer langoorhaasratten in een specifiek gebied voorkomen, hoe groter en ontwikkelder hun nesten en daarmee hun bescherming tegen omgevingsinvloeden worden. Bovendien maken langoorhaasratten ook gebruik van verlaten holen van buideldassen en buidelhazen als bescherming tegen de zomerhitte.

## Verspreiding, habitat en status

### Verspreiding

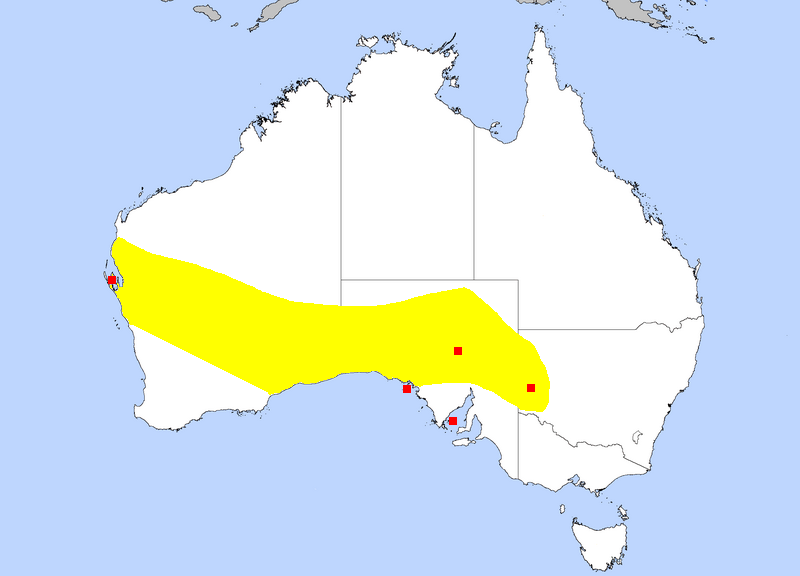
Voormalige (geel) en huidige (rood) verspreidingsgebied van de langoorhaasrat.

Oorspronkelijk was de langoorhaasrat wijdverspreid in de droge delen van zuidelijk Australië. Het verspreidingsgebied liep vanaf Shark Bay aan de westkust van West-Australië via de Nullarborvlakte en de Flinders Ranges oostelijk tot aan de samengang van de Murray en Darling in het westen van New South Wales en noordelijk tot aan 28 graden zuiderbreedte.
Aan het einde van de negentiende eeuw nam het aantal langoorhaasratten op het vasteland drastisch af als gevolg van vernietiging van leefgebied door de toenemende Europese kolonisatie en de verspreiding van geïntroduceerde herbivoren, in eerste instantie schapen en later konijnen. De effecten van het verlies van leefgebied werden verergerd door de effecten van enkele ernstige droogtes en predatie door geïntroduceerde roofdieren. De laatste bekende populatie langoorhaasratten op het Australische vasteland leefde in de jaren dertig van de twintigste eeuw op de Nullarborvlakte. Toen in de jaren dertig ook deze populatie uitstierf, kwam de soort alleen nog voor op de Franklineilanden, twee eilanden in het Nuyts Archipelago Conservation Park voor de kust van Zuid-Australië.
Later is de langoorhaasrat heringevoerd op verschillende plaatsen in Zuid-Australië, New South Wales en West-Australië. Reïntroductie op verschillende eilanden is succesvol verlopen, maar de reïntroductiepogingen op het vasteland hadden aanvankelijk weinig succes vanwege predatie door vossen en verwilderde katten en een gebrek aan schuilplaatsen om te kunnen ontsnappen aan varanen en uilen. Recentere projecten op het vasteland lijken wel succesvol. Momenteel komt de langoorhaasrat in Zuid-Australië voor op de Franklineilanden, op Saint Petereiland in het Nuyts Archipelago Conservation Park, op Reevesby-eiland in het Sir Joseph Banks Group Conservation Park, in het Arid Recovery Reserve bij Roxby Downs, in New South Wales in het Scotia Wildlife Sanctuary, en in West-Australië in Shark Bay op Salutationeiland, op Faureeiland en bij Heirisson Prong.

#### Zuid-Australië
Franklineilanden

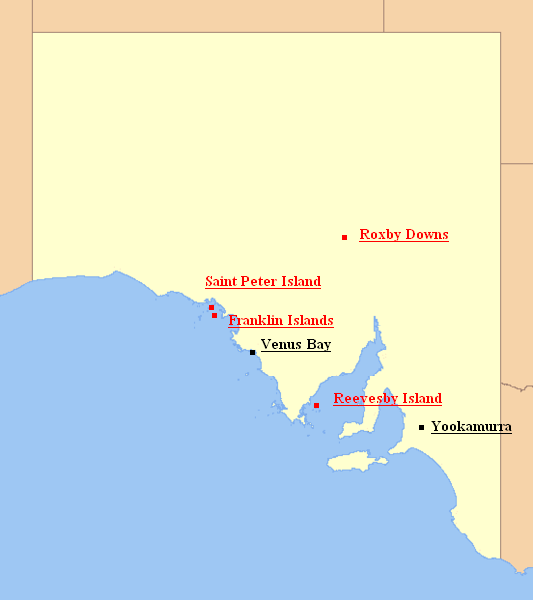
Reïntroductielocaties van de langoorhaasrat in Zuid-Australië.

West (247 hectare) en East Franklineiland (225 hectare) in het Nuyts Archipelago Conservation Park was de laatste locatie waar de langoorhaasrat vanaf de jaren dertig van de twintigste eeuw nog voorkwam. Het aantal dieren op de Franklineilanden wordt geschat op duizend, ongeveer gelijk verdeeld over de beide eilanden, en is al jaren min of meer stabiel. Gedurende de jaren tachtig van de twintigste eeuw vonden uitgebreide studies plaats naar de leefwijze van de langoorhaasratten op de Franklineilanden met als doel een plan te ontwikkelen om het voortbestaan van de soort veilig te stellen. Vier kernpunten werden geformuleerd: handhaving van de bestaande populatie op de Franklineilanden, opzetten van een populatie op het vasteland, het aantal wilde populaties vergroten van één naar vijf, en het totaal aantal langoorhaasratten vergroten van duizend naar minstens vijfduizend. Een fokprogramma werd opgezet in de Monarto Zoo om voldoende langoorhaasratten te verkrijgen om reïntroductie mogelijk te maken.
Saint Petereiland

Saint Petereiland, dat 4.028 hectare groot is en evenals de Franklineilanden in het Nuyts Archipelago Conservation Park ligt, is altijd vrijgewaard gebleven van geïntroduceerde roofdieren. Wel leven er op het eiland zwarte tijgerslangen (Notechis ater) en zandvaranen (Varanus gouldii), mogelijke predatoren. In juni 1993 werd de eerste groep van twintig langoorhaasratten die in gevangenschap waren gefokt, bestaande uit acht mannelijke en twaalf vrouwelijke dieren, op Saint Petereiland uitgezet. Nog 133 langoorhaasratten, 63 mannelijke en zeventig vrouwelijke dieren, volgden tussen 1993 en 1998. Het aantal langoorhaasratten op het eiland groeide minder snel dan op andere locaties, wat wellicht te maken had met de aanwezige roofdieren en de verspreidheid van de dieren over het eiland. De populatie langoorhaasratten op Saint Petereiland wordt geschat op minstens duizend dieren.
Reevesby-eiland

Op Reevesby-eiland, een 344 hectare groot eiland in het Sir Joseph Banks Group Conservation Park, waren voorafgaand aan de reïntroductie alle verwilderde katten van het eiland verwijderd. Met deze verwijdering werd in 1985 gestart en in maart 1990 werd de laatste verwilderde kat gevangen. In september 1990 werd de eerste groep langoorhaasratten op Reevesby-eiland uitgezet, bestaande uit zeven mannelijke en negen vrouwelijke dieren. Nieuwe groepen volgden in november 1990 en juni en september 1991 en in totaal 101 langoorhaasratten, 51 mannelijke en 50 vrouwelijke dieren, die in gevangenschap waren gefokt werden op Reevesby-eiland uitgezet. Schattingen gaan uit van een huidige populatie van duizend tot vijfduizend langoorhaasratten op Reevesby-eiland.
Yookamurra Sanctuary

Tot tweemaal toe werd in het Yookamurra Sanctuary geprobeerd de eerste populatie langoorhaasratten op het vasteland op te zetten, maar beide keren werd geen succes bereikt. Het 1113 hectare grote reservaat bevindt zich in het oosten van Zuid-Australië aan de zuidoostelijke rand van het oorspronkelijke verspreidingsgebied van de langoorhaasrat. In oktober 1991 werd een eerste reïntroductiepoging ondernomen met veertien dieren. In november 1992 vond een tweede poging plaats met tien dieren. Beide keren vielen de langoorhaasratten ten prooi aan vossen die het gebied waren binnengedrongen en uilen.
Venus Bay Conservation Park

Het Venus Bay Conservation Park bevindt zich aan de westkust van het Eyre Peninsula tussen de plaatsjes Streaky Bay en Elliston en het heeft een oppervlakte van 1.460 hectare. Het park richt zich op de reïntroductie van verschillende bedreigde diersoorten in het gebied. Vier diersoorten zijn inmiddels gereïntroduceerd in het Venus Bay Conservation Park: de Australische griel (Burhinus grallarius), de borstelstaartratkangoeroe (Bettongia penicillata), de langoorbuideldas (Macrotis lagotis) en de langoorhaasrat. Tussen september 1995 en mei 1996 werden 102 langoorhaasratten uitgezet in het park. Een deel van de dieren was afkomstig uit een fokprogramma van de Monarto Zoo, een ander deel werden vanaf Reevesby-eiland naar het Venus Bay Conservation Park verhuisd. Hoewel enkele dieren al spoedig overleden, overleefden de meeste langoorhaasratten de eerste zes maanden en paringen vonden plaats. Kort na het eerste halfjaar stortte de populatie echter in vanwege predatie door verwilderde katten en de reïntroductie van langoorhaasratten in het Venus Bay Conservation Park werd als mislukt beschouwd. In de toekomst zal een tweede poging worden gewaagd wanneer het gelukt is om verwilderde katten binnen het park uit te roeien.
Arid Recovery Reserve

In september 1998 werd gestart met de reïntroductie van de langoorhaasrat in het 1400 hectare grote Arid Recovery Reserve nabij Roxby Downs. In het omheinde Arid Recovery Reserve waren voorafgaand aan de reïntroductie alle konijnen, vossen en verwilderde katten verwijderd. In eerste instantie werden acht dieren uitgezet in een 8 hectare groot gebied voor een experimenteel proces van acht maanden. Gewicht, activiteit, voortplantingsstatus, habitatkeuze en invloed op de lokale flora werden nagegaan gedurende het proces. De langoorhaasratten namen in gewicht toe en paarden succesvol na het einde van de zomer (april 1999). De plantensoorten Atriplex vesicaria, Enchylaena tomentosa en Gunniopsis quadrifida werden het meest gegeten, maar van overbegrazing was geen sprake. De langoorhaasratten prefeerden zandduinen als leefgebieden en schuilplaatsen werden vooral gemaakt in dode bomen van de soorten Acacia ligulata en Dodonaea viscosa omgeven door lage vegetatie. Ook holen van andere soorten werden gebruikt door de langoorhaasratten. Hoewel extra water werd aangeboden en mogelijk de overleving van de dieren gedurende de hete zomermaanden heeft verzekerd, werd de experimentele reïntroductie als een succes beschouwd. Reïntroductie op grote schaal in het Arid Recovery Reserve startte vervolgens in 1999. In april en juni 1999 werden honderd langoorhaasratten, 52 mannelijke en 48 vrouwelijke dieren, vanaf Reevesby-eiland overgeplaatst naar het reservaat. Korte tijd na de uitzetting verschenen de eerste karakteristieke nesten in het reservaat en vonden de eerste paringen plaats. Hoewel predatie door aanwezige zandvaranen mogelijk de groei van de populatie heeft beperkt, was het aantal langoorhaasratten na twee jaar meer dan verdubbeld. Na de succesvolle reïntroductie van de langoorhaasrat in het Arid Recovery Reserve, volgden de reïntroducties van de Lesueurborstelstaartratkangoeroe (Bettongia lesueur) in 1999, de langoorbuideldas (Macrotis lagotis) in 2000 en de westelijke spitsneusbuideldas (Perameles bougainville) in 2001.

#### New South Wales
Scotia Wildlife Sanctuary

In april 2006 werden honderd langoorhaasratten uitgezet in het Scotia Wildlife Sanctuary, een 4.000 hectare groot omheind reservaat in het westen van New South Wales. Een derde deel van de uitgezette dieren werd overgeplaatst vanaf Reevesby-eiland, de rest was afkomstig uit fokprogramma's in gevangenschap. Een deel van de langoorhaasratten kregen voor de uitzetting een halsband met een radiozendertje om zodat de dieren gevolgd konden worden. In de eerste twee weken vond een significante sterfte plaats onder de uitgezette dieren, mogelijk ten gevolge van een stressreactie op de uitzetting. Sindsdien lijken de langoorhaasratten zich succesvol in het Scotia Wildlife Sanctuary te hebben gevestigd, wat mede af te leiden is uit de bouw van hun karakteristieke nesten in het gebied.

#### West-Australië
Salutationeiland

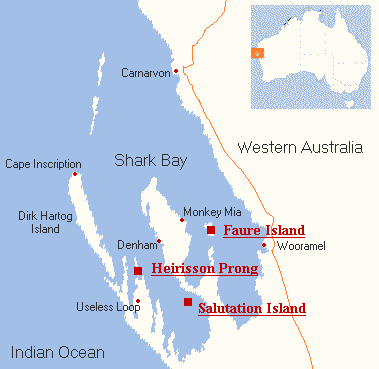
Reïntroductielocaties van de langoorhaasrat in West--Australië

Op Salutationeiland, een 163 hectare groot eiland in de Shark Bay werden juli 1990 veertig langoorhaasratten, 18 mannelijke en 22 vrouwelijke dieren, die in gevangenschap waren gefokt uitgezet. Binnen drie jaar vertienvoudigde de populatie zich tot circa vierhonderd dieren in 1993. De huidige populatie wordt geschat op negenhonderd tot duizend langoorhaasratten.
Heirisson Prong

In het Heirisson Prong Conservation Reserve aan de Shark Bay worden verschillende zeldzame en bedreigde zoogdiersoorten die op het Australische vasteland waren uitgestorven gereïntroduceerd. Om dit doel te bereiken zijn vossen en verwilderde katten in het reservaat uitgeroeid om de predatie van de ingevoerde dieren door deze roofdieren te voorkomen. Na de Lesueurborstelstaartratkangoeroe (Bettongia lesueur) in 1992 en de westelijke spitsneusbuideldas (Perameles bougainville) in 1995 werd in 1999 gestart met de herinvoering van de langoorhaasrat. De eerste groep werd in augustus 1999 in het reservaat uitgezet, gevolgd door een tweede groep in oktober 1999 en een derde groep in oktober 2001. In totaal werden 48 dieren uitgezet in het Heirisson Prong Conservation Reserve, afkomstig van het nabijgelegen Salutationeiland. De populatie langoorhaasratten in het reservaat overleefd nog steeds, hoewel in zeer kleine aantallen.
Faure-eiland

In september 2006 werden 22 langoorhaasratten uitgezet in het 6.000 hectare grote Faure Island Wildlife Sanctuary in Shark Bay. Zestien dieren waren afkomstig uit de populatie op Saint Petereiland en zes dieren kwamen van het nabijgelegen Salutationeiland. Een deel van de langoorhaasratten kregen voor de uitzetting een halsband met een radiozendertje om zodat de dieren gevolgd konden worden. Drie langoorhaasratten stierven kort na de uitzetting door predatie door een roofvogel en stressreacties. De overige dieren verspreidden zich al snel over het eiland. Op Faure-eiland zijn ook vier andere bedreigde zoogdiersoorten uitgezet, te weten de Lesueurborstelstaartratkangoeroe (Bettongia lesueur), de westelijke spitsneusbuideldas (Perameles bougainville), de gestreepte buidelhaas (Lagostrophus fasciatus) en de Shark Bay-muis (Pseudomys praeconis).

### Habitat
De habitat van de langoorhaasrat bestaat tegenwoordig uit kalksteengebieden en zandduingebieden, bedekt met dichte maar lage struiken. Oorspronkelijk kwam de soort in verschillende typen scrubland voor, met de zogenoemde chenopod shrublands als voorkeurshabitat.

### Status
Op de Rode Lijst van de IUCN is de soort geclassificeerd als “bedreigd”. Door de Australische autoriteiten is de status van de langoorhaasrat inmiddels in 1998 teruggebracht van “bedreigd” naar “kwetsbaar”.

## In gevangenschap

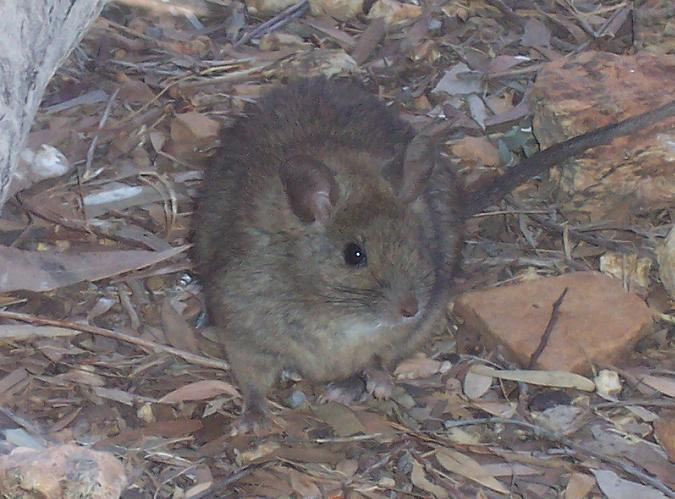
Langoorhaasrat in de Woodland Aviary van het Alice Springs Desert Park

Langoorhaasratten worden in slechts drie dierentuinen gehouden: Alice Springs Desert Park (Alice Springs, Noordelijk Territorium), Monarto Zoo (Monarto South, Zuid-Australië) en Taronga Zoo (Sydney, New South Wales). Volgens het International Species Information System (ISIS), een systeem dat het dierenbestand van een groot aantal belangrijke dierentuinen bijhoudt, waren er op 9 november 2007 vijftien langoorhaasratten in deze drie dierentuinen. De grootste groep bevond zich in het Alice Springs Desert Park. Twee mannelijke en vijf vrouwelijke dieren leven daar op twee locaties, een groepje in het Nocturnal House en een groepje in de Woodland Aviary. Monarto Zoo, waar door middel van fokprogramma's de basis werd gelegd van enkele reïntroductieprogramma's, heeft vier mannelijke langoorhaasratten en één vrouwelijke dier. Eén mannelijke langoorhaasrat en twee vrouwtjes leven in de Australian Nightlife Exhibit van de Taronga Zoo.

## Verwanten
De enige verwant van de langoorhaasrat is Leporillus apicalis. Deze soort wordt als uitgestorven beschouwd nadat het in 1933 voor het laatst werd waargenomen. L. apicalis was slanker gebouwd dan de langoorhaasrat met een langere staart met een opvallend wit uiteinde.
Langoorhaasrat (Leporillus conditor) · Leporillus apicalis